# パルフェ・タムール
パルフェ・タムール （Parfait Amour） とは、フランスを起源とするリキュールのひとつ。
地中海沿岸で採れる柑橘系果実をベースに、ニオイスミレ （スイート・ヴァイオレット） やバラ、アーモンド、バニラなどで香り付けされている。その中でもニオイスミレは、他のスミレからはその独特の香りを出すことは出来ないとされ、特筆される。
色は紫、もしくは青色で、その紫色から日本ではヴァイオレット・リキュールとも呼ばれる。また、クレーム・ド・ヴァイオレットとも呼称されることがある。アルコール度数は24~25度、エキス分は28.7~43.7%。

## 起源
1760年にフランスのロレーヌ地方で誕生したとされている。その色と「飲む香水」とも評される香りから、当時の貴族の間では「媚薬の効果がある」とされていた。これは「パルフェ・タムール」 （フランス語で「完全なる愛」という意味） の語源となっている。

## 主なパルフェ・タムール
ボルス・パルフェ・タムール
ボルス・ディスティラリーズ社が販売しているパルフェ・タムール。原産国はオランダ。リキュールに関する日本の書籍であれば、ほぼ記述されている、代表的なパルフェ・タムール。アルコール度数は24度、エキス分は30%。
マリー・ブリザール・パルフェ・タムール
マリー・ブリザール社が販売しているパルフェ・タムール。原産国はフランス。色は紫ではなく青。カクテルによってはその色から銘柄を指定されることもある。アルコール度数は25度、エキス分は28.7%。

## パルフェ・タムールを使ったカクテル
ヴァイオレット・フィズ
パルフェ・タムールをフィズ・スタイルにしたカクテル。パルフェ・タムールの香りを存分に楽しめる。日本においては一般的なカクテルの一つ。
ブルームーン
ジンとパルフェ・タムールを組み合わせたカクテル。ジンのすっきりとした香りと、パルフェ・タムールの香りを同時に楽しめる。
パッセンジャー・リスト
ブランデーをベースに、ドライ・ジンやペルノ、シャルトリューズをパルフェ・タムールとシェークしたカクテル。独特の香りを持つシャルトリューズと組み合わせることにより、複雑な香りを表現している。